# アジアン・エア
アジアン・エア (ASIAN AIR) は、タイ・バンコクにあるドンムアン空港を拠点に運航しているタイの航空会社である。
アジアン・エアの資産は、タイの破産裁判所によって凍結され、 その後2016年2月7日にCAATによってサービスが中断された。

## 沿革
- 2011年1月 : 設立[2]。
- 2013年 : 初号機を受領[3]。
- 2014年2月 : タイ航空当局から航空運送事業許可 (AOC) を認可[4]。
- 2014年3月15日 : 東京/成田線をチャーター便として就航開始[5][6][7][8][9][10][11]。
- 2014年4月 : 札幌/新千歳線をチャーター便として就航開始予定[12]。
- 2014年内 : 大阪/関西線をチャーター便として就航開始予定。

## 就航路線
2014年3月15日より、定期チャーター便として運航している。
- バンコク/ドンムアン - 東京/成田 （第2旅客ターミナルビル 発着）週3往復[14]
- バンコク/ドンムアン - マカオ

## 就航予定路線
- バンコク/ドンムアン - 札幌/新千歳（2014年4月から就航開始予定）
- バンコク/ドンムアン - 大阪/関西（2014年内に就航開始予定）

## 保有機材

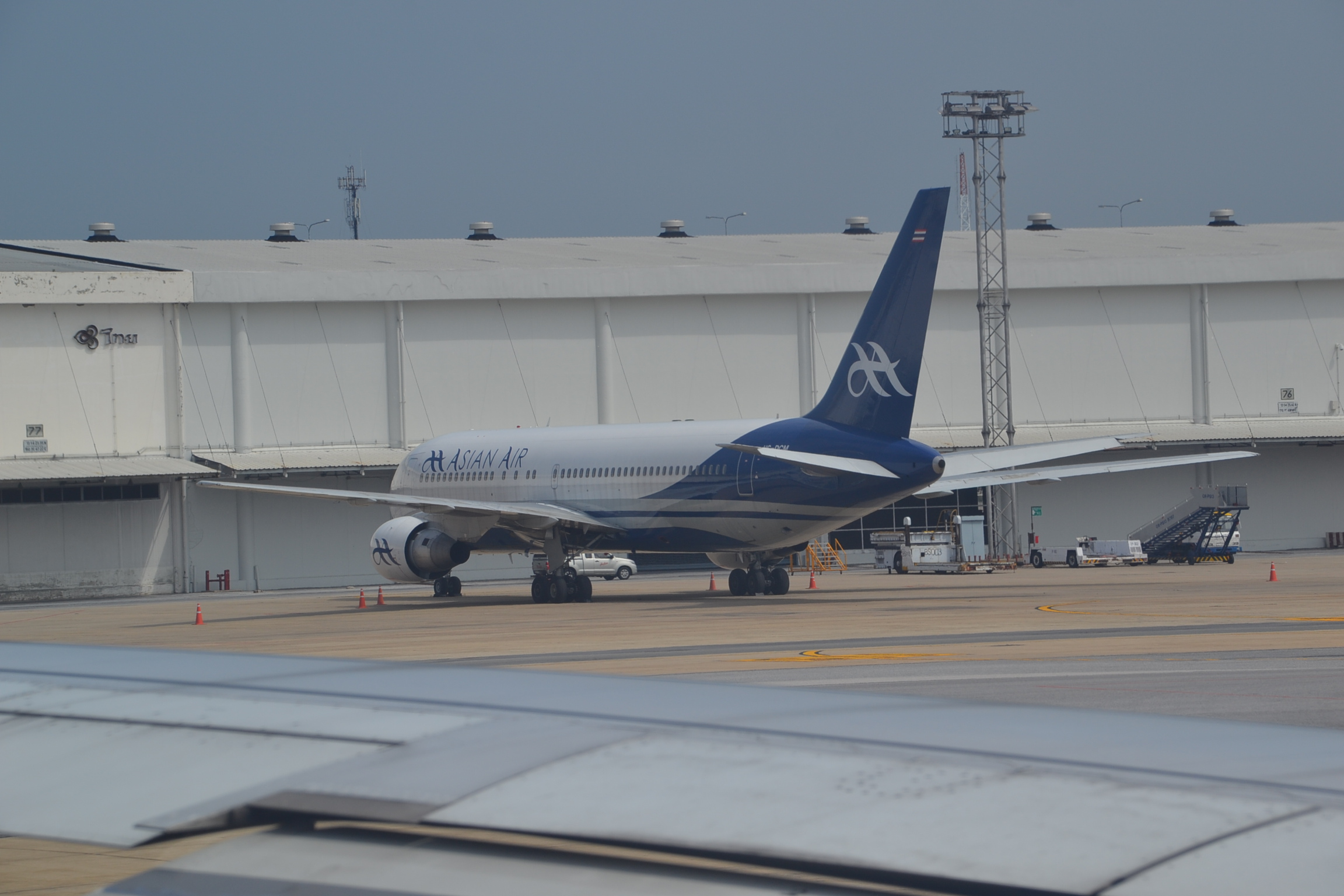
ボーイング 767

- ボーイング767-200ER型機 : 1機
  - 全席エコノミークラスで、シート配列は「2-3-2」。座席数は、238席。全席が黒で統一されているものの、革張りかどうかは不明[15]。

## 特徴
- オーディオサービス用のジャックは付いているが、エンターテインメントのサービスはなし。
- ６月よりカルチャージャパンのキャラクター「末永みらい」のラッピング塗装の航空機が就航している。[16]